# 長菱角螺
長菱角螺（学名：Volva volva）为海兔螺科菱角螺屬下的一个种。